# شبكة الابتكار الزراعي المستدامة
شبكة الابتكار الزراعي بين الصين والمملكة المتحدة (بالإنجليزية: Sustainable Agriculture Innovation Network)‏ اختصار (SAIN) أنشئت في عام 2008 لزيادة إطار من التعاون الزراعي والمناخي بين الصين والمملكة المتحدة. اتفق بين الدولتين لأجل تدعيم حوار التنمية المستدامة حيث قام بتوقيع الاتفاقية وزاره الزراعة الصينية ووزارة البيئة والغذاء والشئون الريفية. وكان من ضمن ذلك الاتفاق الخاص تطوير الابتكار الزراعي.
بعد اقتراح والموافقة علي قسم الابتكار الزراعي في مؤتمر الشركاء في المملكة المتحدة والصين في العلوم في شمال غرب الصين، وبعد التشاور بين الدولتين تم وضع خطه مقترحه مع الشركاء الصينين أصحاب الأعمال والمنظمات الدولية في ديسمبر 2008 وتم الموافقة على الخطة المقترحة من وزاره الزراعة وشئون البيئة وتم اعتماد السياسة المقترحة الجديدة للبدء بها.
ولشبكة الابتكار الزراعي المستدام بين المملكة المتحدة والصين أربعة أهداف رئيسية:
- دعم التنمية المستدامة بين المملكة المتحدة والصين من خلال نهج السياسات والآليات المؤسسية، ونقل السياسات والعلوم إلى المستوى الأرضي.
- تشجيع وتنمية البحوث المتعلقة بالزراعة المستدامة بيئيا وأهميتها للاقتصاد المحلي والوطني والاقتصاد العالمي.
- جمع الجهات الفاعلة الهامة، مثل المزارعين وصانعي السياسات، وتثقيفهم بشأن قضايا الزراعة المستدامة بيئيا.
- . زيادة الاستدامة العالمية بالتعلم بين الجنوب والجنوب.

يتكون تنظيم الشبكة من مجلس إدارة، ومكتبي الأمانة العامة، ومجموعات العمل. جامعة غرب الغابات الزراعية في الصين وجامعة ايست انجليا في انكلترا هي مواقع مكاتب الأمانة العامة